# Grandmaster Caz
Grandmaster Caz, de son vrai nom Curtis Fisher (né le 18 avril 1961), est un auteur, rappeur et DJ américain, pionnier du mouvement hip-hop.

## Biographie
Grandmaster Caz découvre le rap en 1973 à une block party de DJ Kool Herc. Peu après, il forme un des premiers crews de DJ, Mighty Force, avec DJ Disco Wiz. Il est un des premiers artistes de hip-hop à être à la fois DJ et MC,,. À la fin des années 1970, il rejoint The Cold Crush Brothers.
Comme beaucoup d'autres rappeurs du Bronx, Caz admet s'être procuré une partie de son matériel de scène lors de la panne de courant new yorkaise de 1977 qui a provoqué de nombreux pillages de matériels électroniques au point d'être considérée comme un facteur clé du développement du rap à New York à cette époque.
En 2000, il règle des comptes avec le groupe The Sugarhill Gang dans la chanson MC Delight. Il y prétend qu'il est l'auteur des paroles que chante Big Bank Hank (ancien manager de son groupe) dans Rapper's Delight mais qu'il n'a jamais reçu ni remerciements ni droits d'auteur. Les paroles elles-mêmes accréditent sa thèse puisqu'elles sont : « Check it out, I'm the C-A-S-A, the N-O-V-A, And the rest is F-L-Y. » (Casanova Fly étant le premier nom de scène de Grandmaster Caz). En 2009, Mickey Hess confirme cette thèse dans un livre. La controverse est également abordée dans le 3e épisode de la deuxième partie de The Get Down.

## Postérité
En 1998, Grandmaster Caz est classé n°11 parmi les 50 meilleurs MCs de tous les temps selon le magazine Blaze. Il a également été introduit au Technics DJ Hall of Fame en 1999.
En juin 2008, Grandmaster Caz est admis au Bronx Walk of Fame. Une plaque portant son nom est visible sur Grand Concourse, une des rues les plus connues du Bronx.

## Discographie

### Albums studio
- 1992 : The Grandest of Them All
- 2004 : You Need Stitches: The Tuff City Sessions 1982-1988
- 2006 : Rare abd Unreleased Old School Hip Hop '86-'87
- 2008 : Mid Life Crisis

### Singles et EP
- 1983 : Grandmaster Caz and Chris Stein - Wild Style Theme Rap 1 Chrysalis
- 1985 : Yvette / Mister Bill (single)
- 1986 : Count Basey (single)
- 1987 : Get Down Grandmaster / I'm Caz (single)
- 1989 : You Need Stitches (single)
- 1992 : Star Search (single)
- 1994 : Grandmaster Caz with Whipper Whip - To All the Party People (single)
- 1996 : 45 King Old School Remixes Vol. 4 (EP)
- 1998 : Grandmaster Caz and Chris Stein - Wild Style Theme Rap 1 / Wild Style
- 1999 : DJ Parker Lee Presents: Grandmaster Caz
- 2000 : MC Delight (Casanova's Revenge)
- 2003 : Grandmaster Caz and DJ Signify - Untitled
- 2005 : Grandmaster Caz and DJ Haitian Star - Move The Crowd / Scene of the Rhyme
- 2008 : Capitol 1212 and Grandmaster Caz - Encore, Sure You Want More

### Compilations
- 1982 : Wild Style (BO du film)
- 2008 : Crotona Park Jams (auto-édité)
- RareHipHop.com and Grandmaster Caz - Underground Heat Vol 1